# Misumena frenata
Misumena frenata là một loài nhện trong họ Thomisidae.
Loài này thuộc chi Misumena. Misumena frenata được Eugène Simon miêu tả năm 1909.